# Rudolf-Hilferding-Platz
Der Rudolf-Hilferding-Platz ist ein kleiner, dreieckiger Platz in Bremen im Stadtteils Mitte, nicht weit vom Bremer Hauptbahnhof.

## Geschichte

### Namen

Rudolf Hilferding

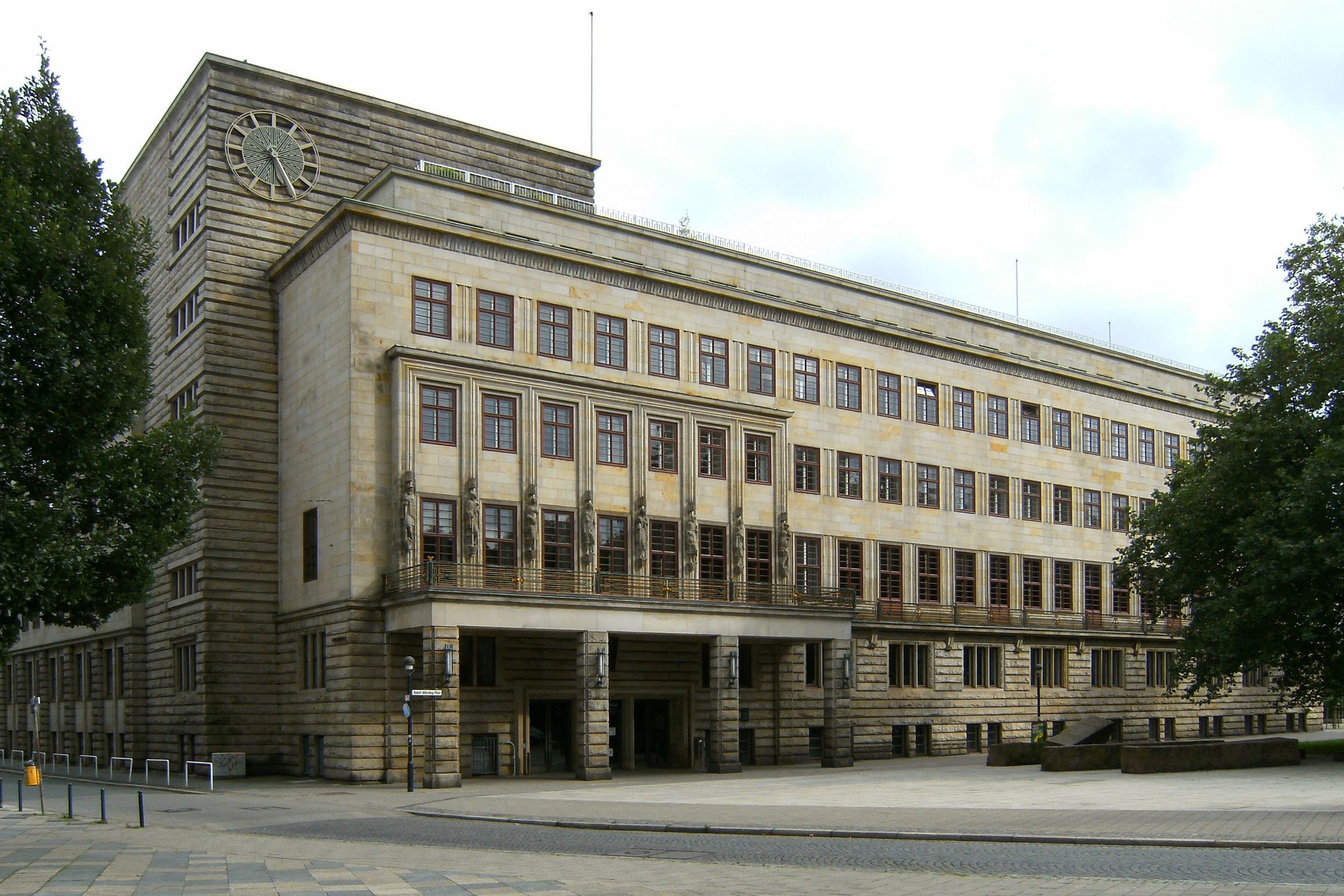
Haus des Reichs

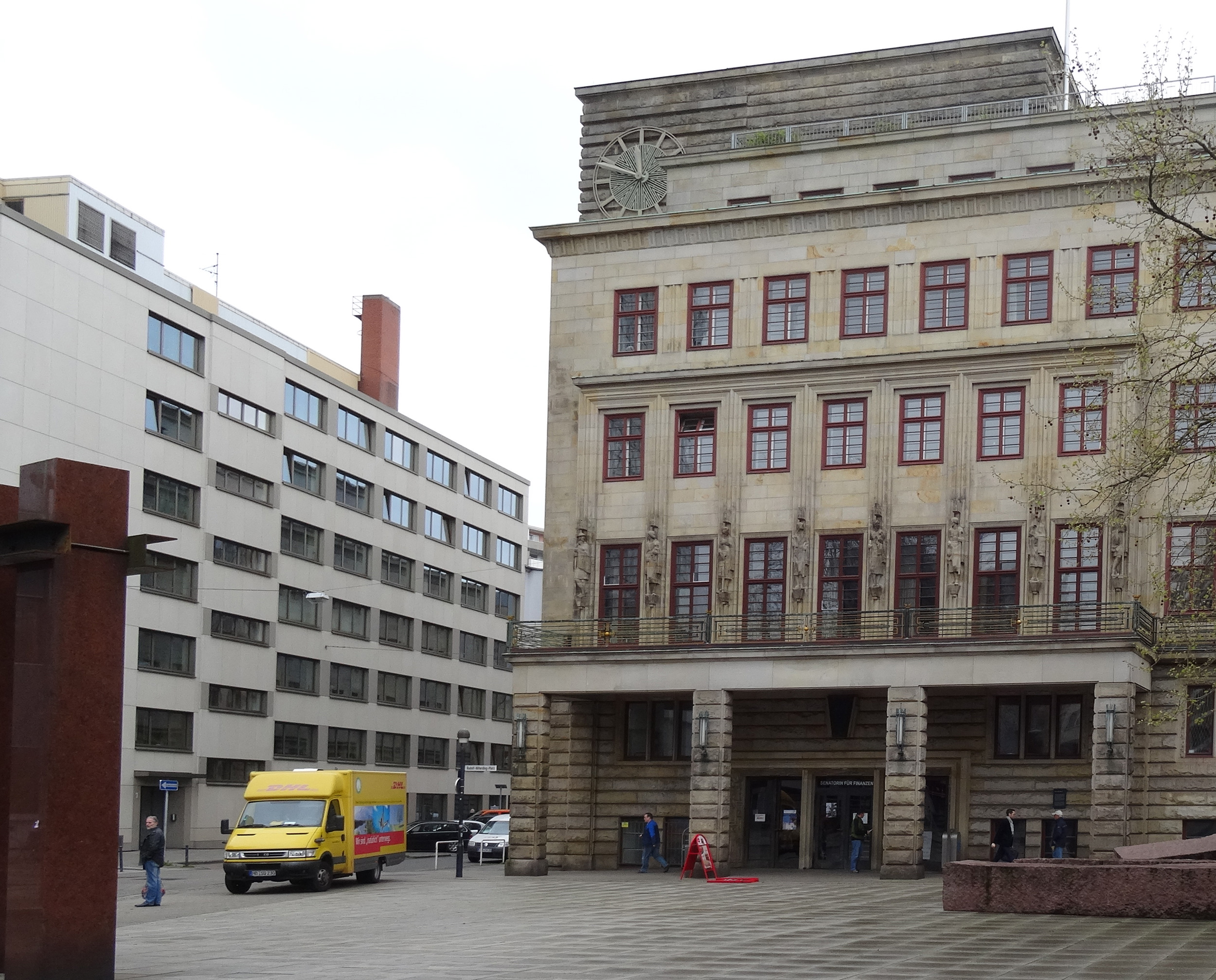
Blick vom Platz auf die Schillerstraße

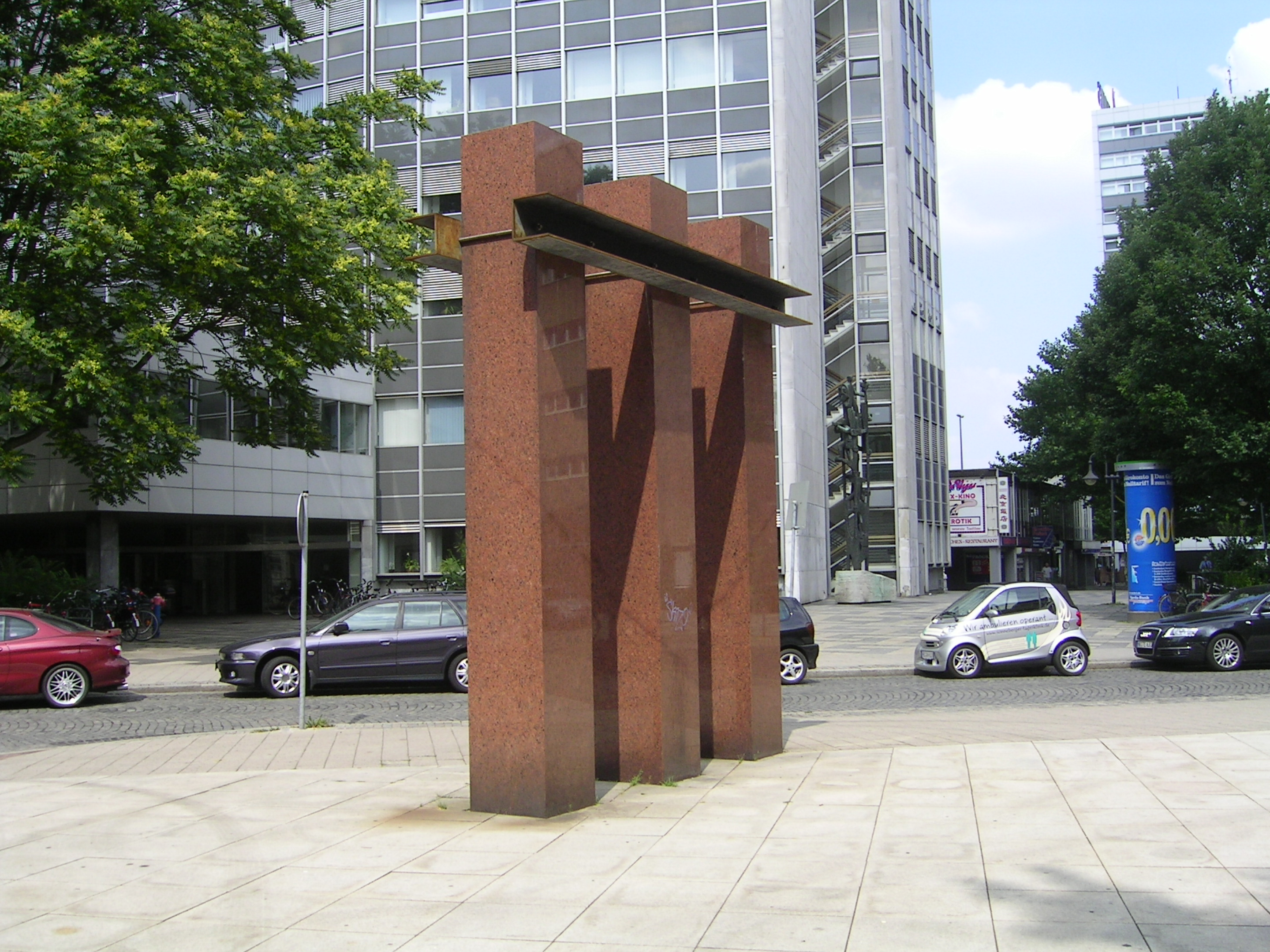
Skulptur Fragment und Siemenshochhaus

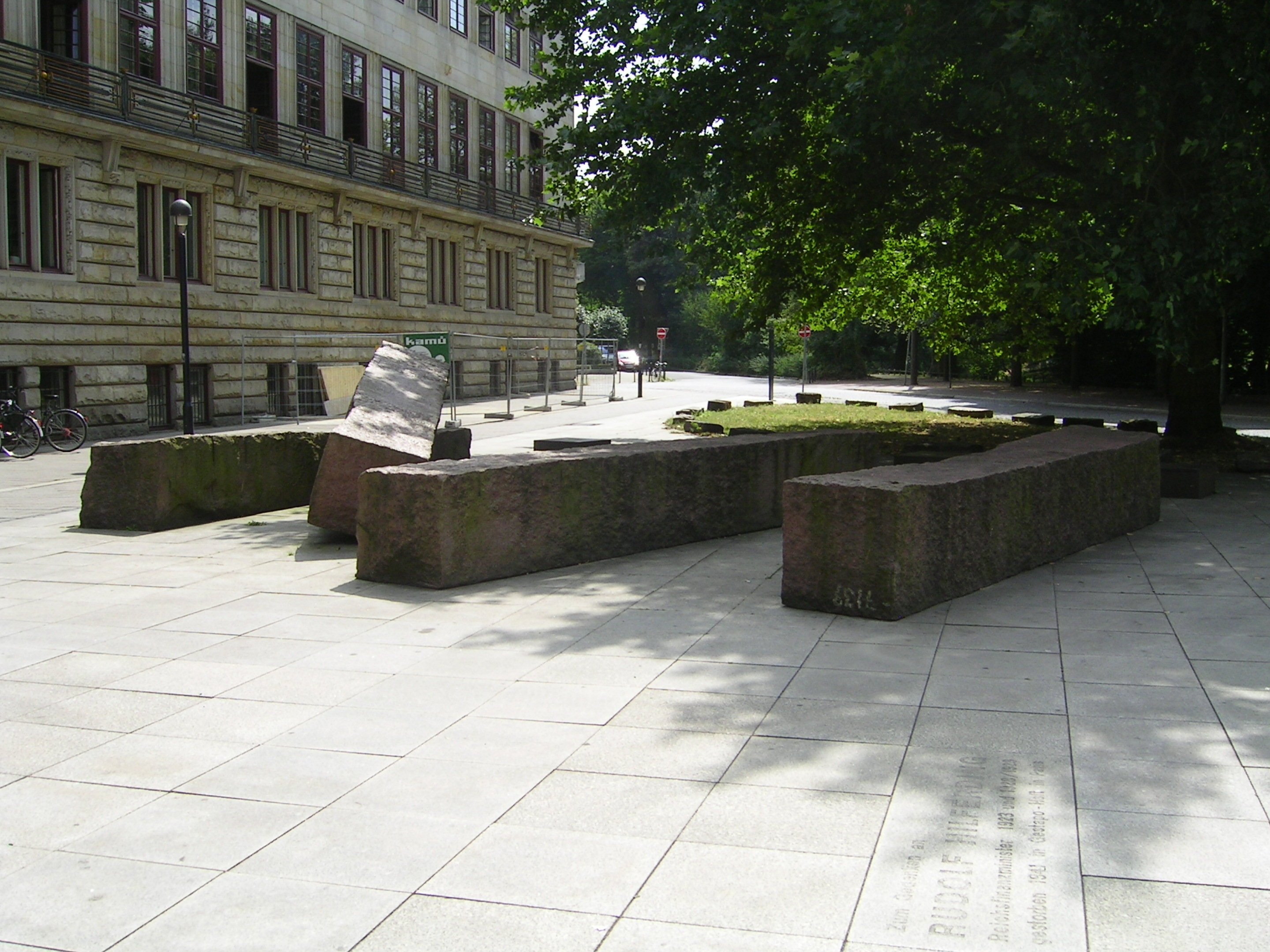
Haus des Reiches und Teile der Skulptur

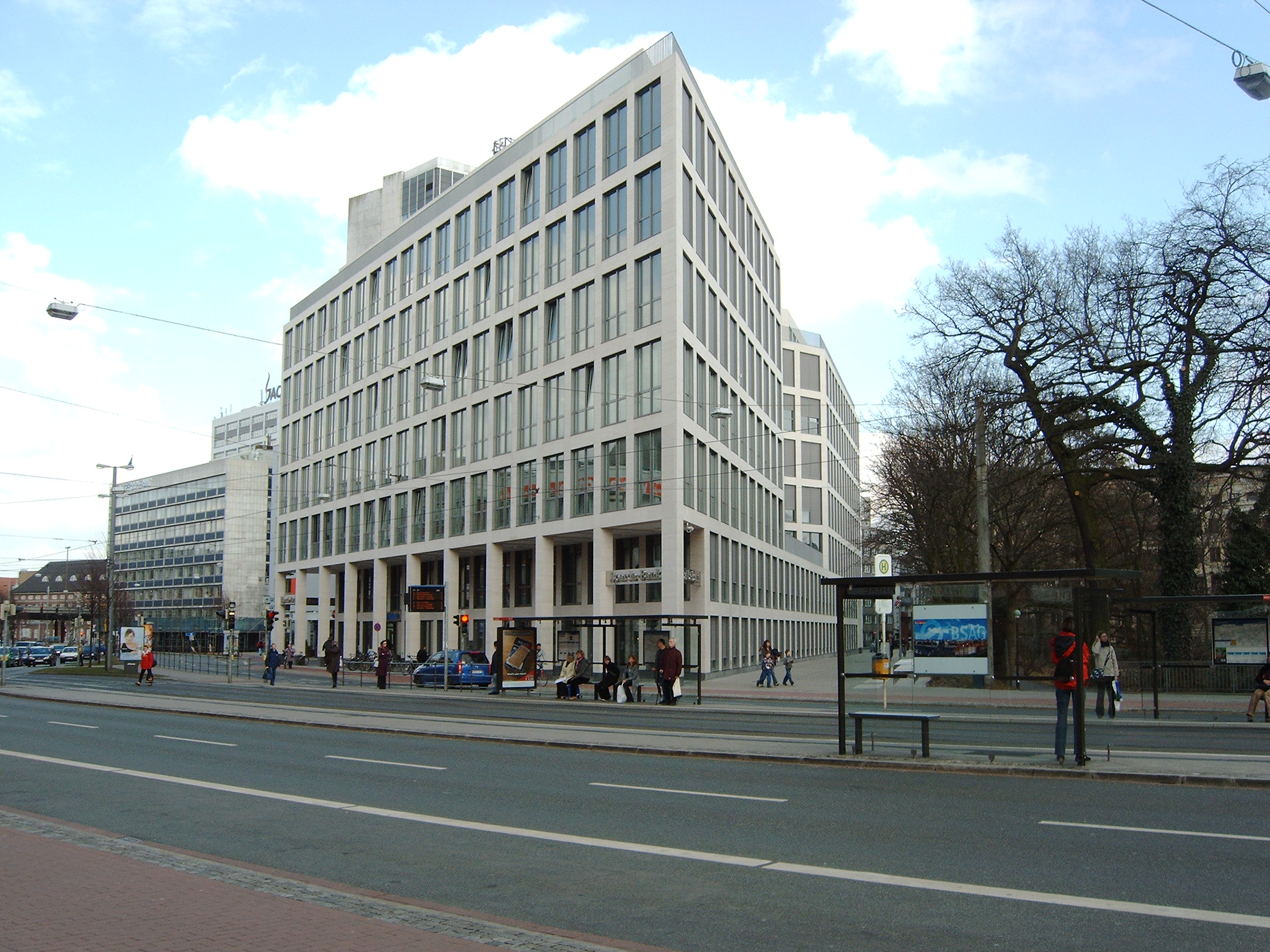
Contrescarpe-Center, hier Blick vom Herdentorsteinweg

Der Platz ist benannt worden nach dem Ökonomen, Politiker (USPD/SPD), Publizisten und Reichsminister der Finanzen Rudolf Hilferding (1877–1941).
Straßen am Platz
Die am Platz befindlichen Straßen wurden benannt als Contrescarpe nach dem Contrescarpe als gegenüberliegende Grabenbegrenzung der mittelalterlichen Bremer Stadtbefestigung, Auf der Brake nach Brake als eine Auskolkung am Herdentor, die 1677 durch einen Bruch einer Weserschleuse mit dem Türmchen Der Bär zum Stadtgraben entstand, Schillerstraße nach dem Dichter Friedrich Schiller und Richtweg, ein gerade verlaufender Weg, der den Weg über die Contrescarpe abkürzte.

### Entwicklung
Seit dem Mittelalter umschloss landseitig eine Stadtmauer, ab 1602/1611 die Stadtbefestigung mit Bastionen und seit 1811 die Bremer Wallanlagen die Bremer Altstadt. Seit 1803 wurde an der Contrescarpe Häuser gebaut. Teile der heutigen Platzfläche waren Teil der Bremer Wallanlagen. 
Von 1928 bis 1930 wurde ein Kontorhaus der Nordwolle am neuen Platz erstellt. Nach deren Konkurs (1931) übernahm 1934 die Reichsfinanzverwaltung des Deutschen Reiches das Gebäude. Nach 1945 wurde es Sitz der Militärregierung. Ab 1947 übernahm die bremische Finanzverwaltung das Gebäude. Das Siemenshochhaus entstand 1965, das Contrescarpe-Center 2006.
Die Straßenbahnlinien 4, 6 und 8 und die Buslinien 24 und 25 fahren im Nahverkehr in Bremen auf dem nahen Herdentorsteinweg vorbei.

## Gebäude und Anlagen am Platz
- Fünf- und sechsgeschossiges Haus des Reichs mit  34.000 m² Fläche von 1930 mit Sandsteinfassaden der Obernkirchener Sandsteinbrüche nach Plänen von Hermann und Eberhard Gildemeister; heute Sitz des Finanzsenators und der Finanzämter; steht unter Denkmalschutz.[2]
- 16-geschossiges Siemenshochhaus von 1965 nach Plänen von Max Säume und Th. Siegfried A. Morschel; nach Umbau von 1997 Sitz der Senatorin für Soziales und Teile der Bauverwaltung. Hier stand von 1899 bis 1944 das Speichergebäude des Importhandelshauses für Wein und Spirituosen Reidemeister & Ulrichs.
- Siebengeschossiges Büro- und Geschäftshaus neben dem Hochhaus
- Fünf bis siebengeschossige Büro- und Geschäftshäuser an der Schillerstraße mit u. a. Sitz der Performa Nord (früher Senatskommission für das Personalwesen) als Personaldienstleister der Freien Hansestadt Bremen (Eckhaus Schillerstraße 1).
- Siebengeschossiges Büro- und Geschäftshaus von 2006 mit 10.000 m² Nutzfläche als Contrescarpe-Center mit u. a. der Sparda-Bank Hannover nach Plänen von Oswald Mathias Ungers, Köln.
- Bremer Wallanlagen von ab 1802 nach Plänen von Christian Ludwig Bosse (1802) und Isaak Altmann (ab 1803); 1973/1977 unter Denkmalschutz-[3]

Kunstobjekt 
- Die Skulptur Fragment von 1988 / 1991 aus norwegischem Vånga-Granit und Stahl vom Bildhauer Hawoli wurde zum 50. Todestag von Rudolf Hilferding aufgestellt.[4]